# 後藤欣一
後藤 欣一（ごとう きんいち、1930年4月21日 - 1980年1月1日）は、日本の元競輪選手。日本競輪選手会大阪支部に在籍していた。日本競輪学校創設以前に選手登録された期前選手で選手登録番号171。
1949年6月、大阪住之江競輪場で行われた第1回全国争覇競輪（現 日本選手権競輪）の実用車部門で優勝。また競走車部門では、甲、乙両規格とも、優勝した大阪の横田隆雄に次いで2位に入った。1949年10月、川崎競輪場で行われた第2回全国争覇競輪・実用車部門優勝。
その後も選手として活躍したが、現役登録のまま1980年に肝硬変のため49歳で死去した。選手登録削除日は同年1月2日。

## 参考資料
- 競輪人国記 大阪(2) - リアルライブ
- 1～10頑張れ！岸和田競輪[出典無効]